# 浜松サービスエリア
浜松サービスエリア（はままつサービスエリア）は、静岡県浜松市浜名区にある新東名高速道路のサービスエリアで、コンセプトは「音のある風景」である。仮称は「浜松浜北サービスエリア（はままつはまきたサービスエリア）」だった。
当サービスエリアには、スマートインターチェンジが併設されている。

## 道路
- E1A 新東名高速道路

## 歴史
- 2011年（平成23年）
  - 1月24日 : 浜松浜北スマートIC（仮称）の連結許可申請。
  - 3月1日 : 浜松浜北スマートIC（仮称）の連結許可申請 認可。
  - 8月26日 : 正式名称が浜松浜北SA（仮称）から浜松SAに決定。
  - 11月2日 : 併設のスマートIC名が浜松SAスマートインターチェンジに正式に決定。
- 2012年（平成24年）4月14日 : 御殿場JCT - 三ヶ日JCT間開通に伴いSA・SICともに供用開始。茨城県笠間市と同様に同一自治体に複数のガソリンスタンド付き休憩施設を有する事例となった（東名高速道路の浜名湖SAは浜松市浜名区にある。笠間市には常磐自動車道の友部SAと北関東自動車道の笠間PAにガソリンスタンドがある）。また、日本で唯一、同一自治体に複数のサービスエリアを有することとなった。

## 施設
店舗棟は「音楽と楽器の街・浜松」をイメージさせる、ピアノをモチーフとしたデザインを採用している。

### 上り線（東京方面）

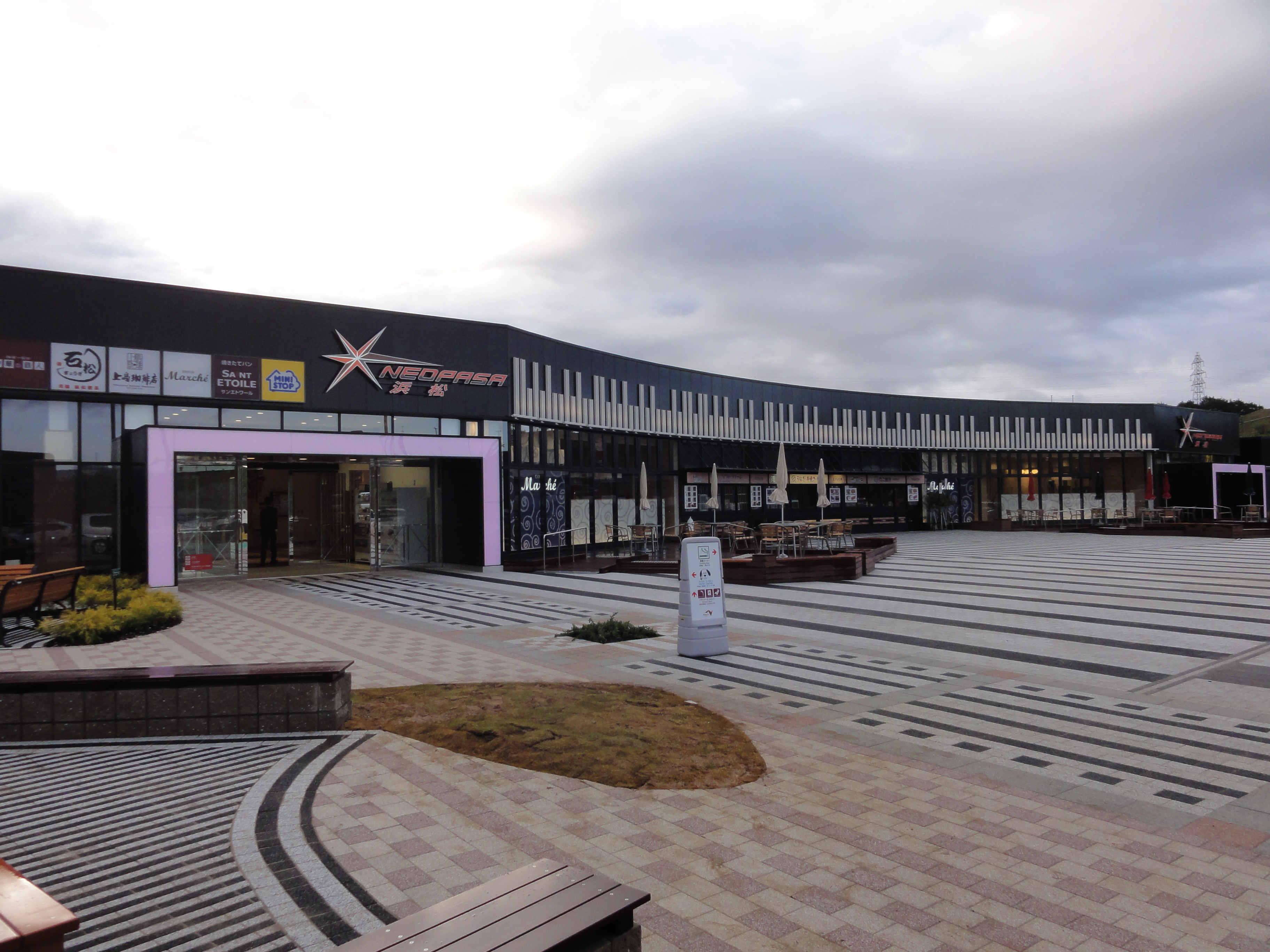
上り施設

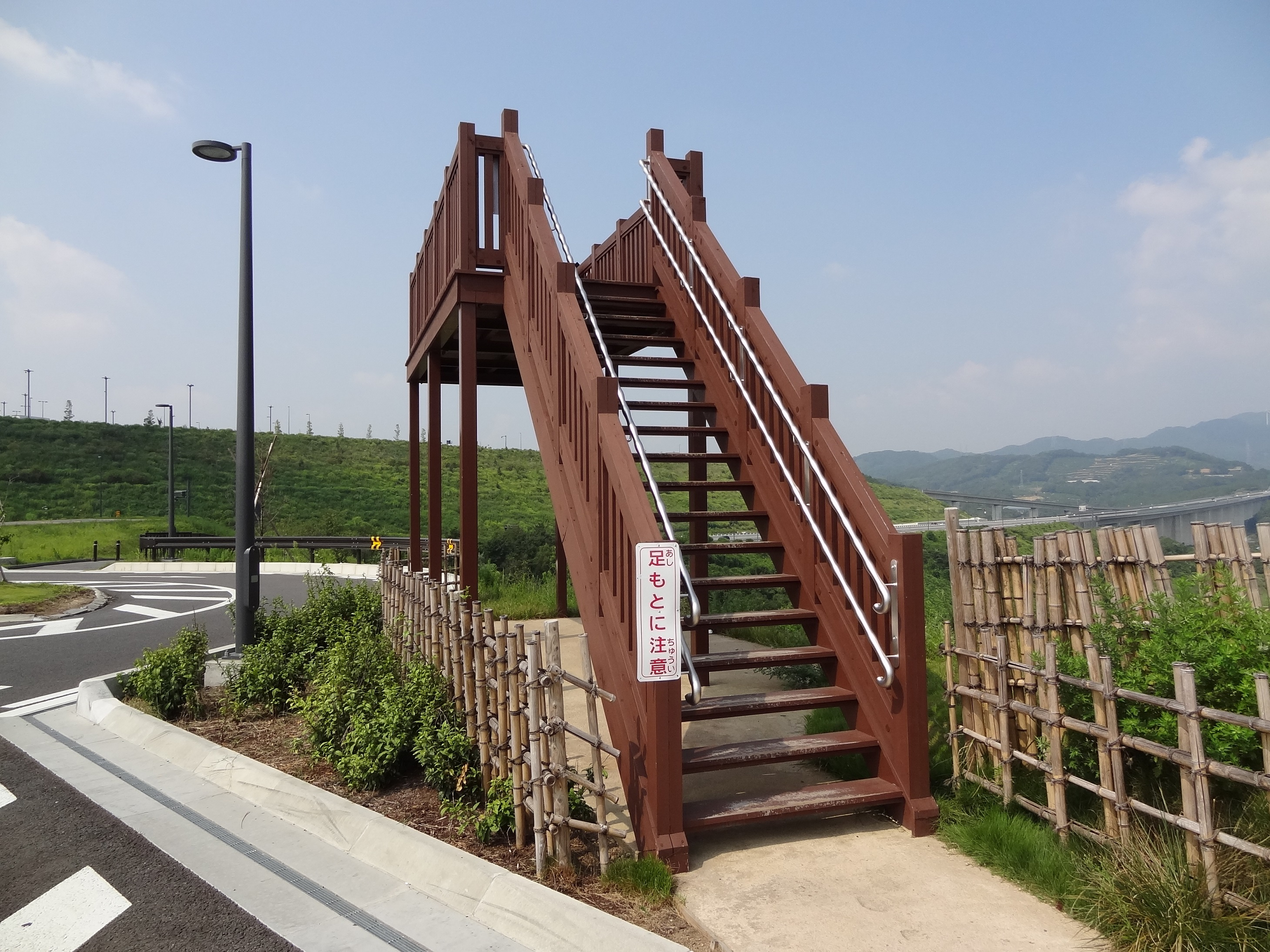
上り線側 展望台

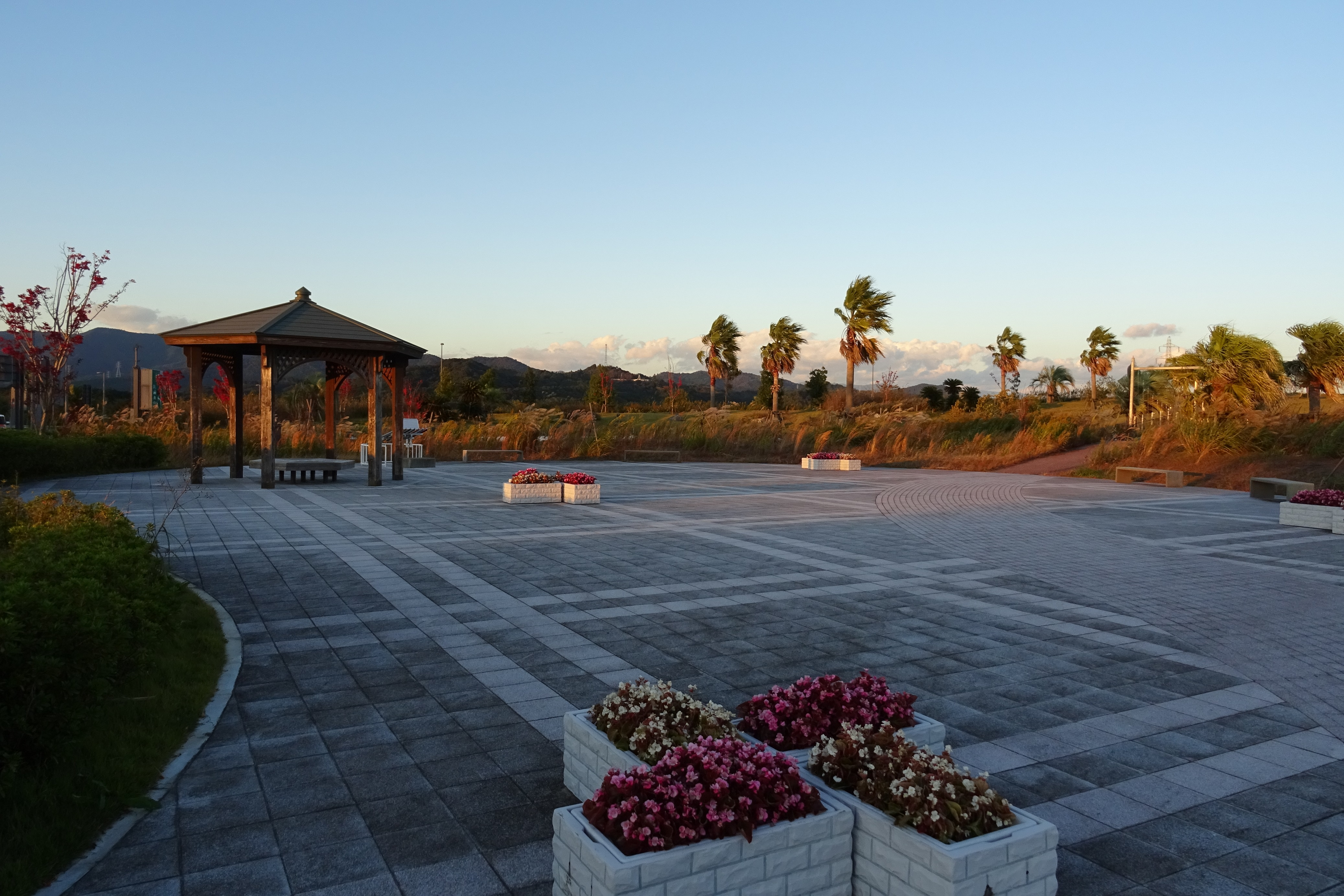
下り線側サービスエリア内南国風広場

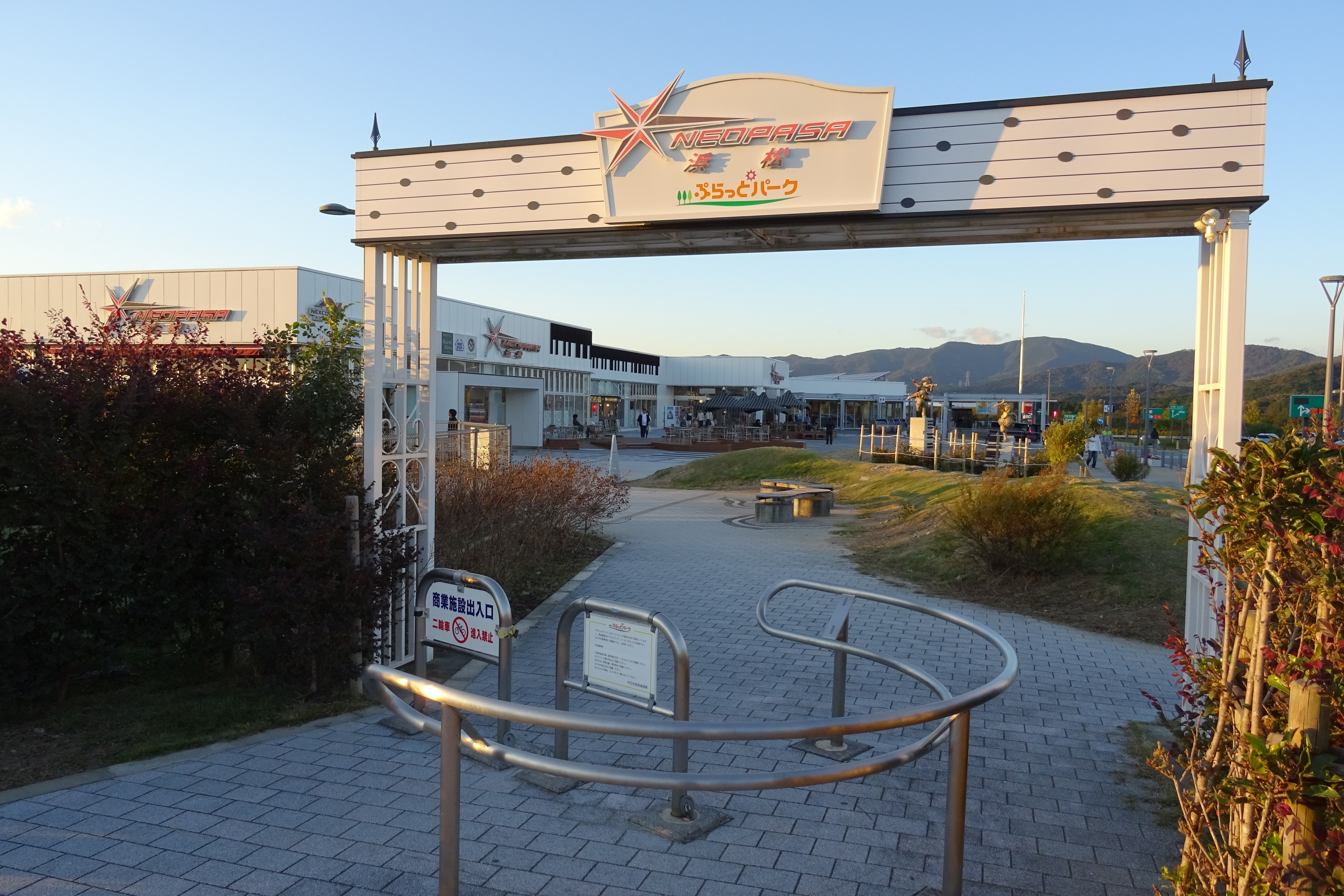
下り ぷらっとパーク

駐車場は長時間駐車などによる深夜帯を中心とした大型車の駐車ます不足など駐車エリア全体の混雑が顕在化していることから、大型車駐車可能台数を約2倍に増やすなどの駐車ます増設工事に着手し、2019年12月25日に完了した。
- 駐車場
  - 小型 107台
  - 大型 173台
  - 身体障害者用
    - 大型 1台
    - 小型 3台
- トイレ
  - 男性 大18（和式4・洋式14）・小24
  - 女性 60（和式6・洋式54）
  - 幼児トイレ 5（洋式5）・小6
  - 車椅子用 4
- コンシェルジュ（平日 9:00 - 19:00、土・日・祝日 8:00 - 18:00）[3]
- ハイウェイ情報ターミナル[3]
- ぷらっとパーク（駐車場 小型 67台、身障者用 2台・24時間）[3]
- ドッグラン[3]
- フードコート[4]
  - 石松ぎょうざ（9:00 - 21:00）
  - 陳建一監修 中華の鉄人（10:00 - 22:00）
  - 肉つけうどん&丼ぶり はまきた食堂（24時間）
  - 鶏三和（9:00 - 21:00）
  - 鰻処かぐら（9:00 - 21:00）
- カフェ[4]
  - 上島珈琲店（8:00 - 21:00）
- ベーカリー[4]
  - サンエトワール（7:00 - 20:00）
- おみやげ[4]
  - 遠鉄マルシェ（平日 7:00 - 24:00、土・日曜日 24時間）
- テイクアウト[4]
  - Peco（平日 10:00 - 18:00、土・日・祝日 9:00 - 19:00）
  - 雷神（平日 10:00 - 18:00、土・日・祝日 9:00 - 19:00）
- コンビニエンスストア「ミニストップ」（24時間）[4]
- ベビーコーナー（24時間）[3]
- キッズコーナー（24時間）[3]
- コインシャワー（24時間）[3]
- コインランドリー（24時間）[3]
- ATM[3]
- 郵便ポスト[3]
- 喫煙所[3]
- 自動販売機[3]
- ガソリンスタンド（ENEOS（西日本フリート）、セルフ式、24時間）[3]
- 給電スタンド（24時間）[3]

### 下り線（名古屋方面）
- 駐車場
  - 小型 162台
  - 大型 148台
  - 身体障害者用
    - 大型 1台
    - 小型 4台
- トイレ
  - 男性 大22（和式1・洋式21）・小26
  - 女性 62（和式7・洋式55）
  - 幼児トイレ 8（洋式8）・小4
  - 車椅子用 4
- コンシェルジュ（9:00 - 19:00）[5]
- ハイウェイ情報ターミナル[5]
- ぷらっとパーク（駐車場 小型 60台、身障者用 2台・24時間）[5]
- ドッグラン[5]
- フードコート[6]
  - 浜松餃子とラーメン 浜北軒（24時間）
  - うな濱（9:00 - 21:00）
  - 自家製麺うどん 天つるり（9:00 - 21:00）
  - スタミナまんぷく食堂（9:00 - 21:00）[7]
  - 静岡海鮮定食 遠州濱乃屋（9:00 - 21:00）[8]
- カフェ[6]
  - 上島珈琲店（8:00 - 21:00）
- ベーカリー[6]
  - ハースブラウン（7:00 - 20:00）
- おみやげ[6]
  - 遠鉄マルシェ（平日 7:00 - 24:00、土・日曜日 24時間）
- テイクアウト[6]
  - 風の牧場 てんてん（平日 10:00 - 18:00、土・日・祝日 9:00 - 19:00）
  - 風神（平日 10:00 - 18:00、土・日・祝日 9:00 - 19:00）
- コンビニエンスストア「ミニストップ」（24時間）[6]
- ベビーコーナー（24時間）[5]
- キッズコーナー（24時間）[5]
- コインシャワー（24時間）[5]
- コインランドリー（24時間）[5]
- ATM[5]
- 郵便ポスト[5]
- 喫煙所[5]
- 自動販売機[5]
- ガソリンスタンド（ENEOS（西日本フリート）、セルフ式、24時間）[5]
- 給電スタンド（24時間）[5]

### スマートインターチェンジ
浜松SAスマートインターチェンジ（はままつSAスマートインターチェンジ）は、当サービスエリアに併設されているスマートインターチェンジである。
スマートインターチェンジの設置箇所に採択され、2012年（平成24年）4月14日から上下線ともに浜松市道と接続する出入口が設置されている。

#### 上り線（新静岡・東京方面）
- 運用時間 : 24時間
- 利用方向 : 新静岡・東京方面への流入、名古屋・大阪方面からの流出
- 対象車種 : ETCを搭載した全車種
- 接続道路 : 市道浜松灰木大平1号線

#### 下り線（名古屋・大阪方面）
- 運用時間 : 24時間
- 利用方向 : 名古屋・大阪方面への流入、新静岡・東京方面からの流出
- 対象車種 : ETCを搭載した全車種
- 接続道路 : 市道須部灰の木線

## 周辺
- はままつフルーツパーク
- 浜松市防災ヘリポート（新東名のSA・PAはすべてヘリポートを併設しているが、本SA(下り)は既設のここを使用するため設置していない）
- 浜北さくら台病院
- 浜北球場
- 静岡県立森林公園
- あらたまの湯
- 岩水寺

## 隣
E1A 新東名高速道路
(14)浜松浜北IC - (14-1)浜松SA/SIC - (15)浜松いなさJCT - (16)新城IC